# Cowbridge Railway
Die Cowbridge Railway war eine britische Eisenbahngesellschaft im Süden von Wales. 
Die Gesellschaft erhielt am 29. Juli 1862 das Recht zum Bau einer Bahnstrecke von Llantrisant nach Süden nach Cowbridge. In Llantrisant bestand ein Übergang zur South Wales Railway. Die Strecke wurde im Februar 1865 für den Güterverkehr und am 18. September 1865 für den Personenverkehr eröffnet. Anfänglich führte die Gesellschaft den Betrieb eigenständig durch und erwarb dazu auch gebrauchte Lokomotiven. Ab dem 21. Juli 1873 übernahm die Great Western Railway den Betrieb. 
Die Taff Vale Railway pachtete ab 1876 die Strecke und übernahm sie ab dem 26. August 1889. 
Am 26. November 1951 wurde der Personenverkehr und am 1. November 1965 infolge der Beeching-Axt der Güterverkehr eingestellt.